# Коллапс (фильм)
«Коллапс» (англ. Collapse) — документальный фильм американского режиссёра Криса Смита, построенный на основе интервью с Майклом Руппертом, автором нашумевших статей и книг, зачастую обвиняемым в пристрастиях к теориям заговора. В «Коллапсе» Рупперт рассказывает об опасности деградации современной технологической цивилизации вследствие истощения энергоресурсов, в первую очередь нефти (см. Пик нефти), при растущем населении. Премьера фильма состоялась на кинофестивале в Торонто в сентябре 2009 года, картина удостоилась положительных отзывов критики.

## Сюжет
Руперт — бывший полицейский офицер Лос-Анджелеса, ныне, по собственному определению — независимый журналист-расследователь. Его книги посвящены громким и насущным проблемам — атакам 11 сентября 2001 года, коррупционным скандалам, вопросам энергетики.
14 часов интервью, снятые в нарочито гнетущей тёмной обстановке бункера, смонтированы Крисом Смитом в 80-минутный фильм, сопровождающийся кадрами архивной киносъёмки.

## Отзывы
Кинокритик Роджер Эберт пишет: «Не помню, когда мне доводилось смотреть более пугающий триллер. Я не мог оторвать взгляд от экрана. „Коллапс“ даже, в некоем мрачном смысле, можно назвать развлекательной картиной. Я думаю, вы просто обязаны устроить себе этот просмотр».